# 양자역학 개론
양자역학은 매우 작은 양자에 대한 것을 다루는 과학으로, 원자와 기본입자의 규모에서 물질의 거동과 에너지와의 상호작용에 대해 설명한다. 대조적으로 고전물리학은 오로지 인간 경험을 통해 익숙한 규모에 대해서만 설명하는데, 예시로는 달과 같은 천체의 움직임 등이 있다. 고전물리학은 현대 과학과 기술에서 여전히 사용되고 있다. 그러나 19세기 말에 과학자들은 큰 규모(거시규모)와 작은 규모(미시규모)의 세계에서 고전물리학으로 설명할 수 없는 현상을 발견하였다. 관측된 현상과 고전이론의 불일치를 해결하고 싶은 욕망은 상대성이론과 양자역학의 발전이라는 물리분야의 큰 변혁을 일으켰고, 기존의 과학적 사고관을 변화시켰다.
빛은 어떤 측면에서는 입자처럼 행하고 다른 측면에서는 파동처럼 행동한다. 물질(전자나 원자같은 입자들로 이루어진 우주의 "어떠한 것들")또한 파동같은 행동을 보인다. 네온 사인과 같은 몇몇 광원은 특정한 주파수의 빛만 방출한다. 양자역학은 이러한 빛이 전자기복사이면서 독립적인 단위인 광자임을 보여주고, 그 빛의 에너지, 색깔, 스펙트럼의 세기를 예측한다. 하나의 광자는 전자기장의 관측 가능한 가장 작은 양인 양자이다. 왜냐하면 부분적인 광자는 관측된 적이 없기 때문이다. 더 나아가서, 큰 규모의 고전역학에서는 연속적으로 보였던 각운동량 같은 물리량들이, 작고 확대된 규모의 양자역학에서는 양자화 된 것으로 밝혀졌다. 각 운동량은 따로 떨어져 있는 허락된 값들 가운데 하나만 가질 수 있고, 값들 사이의 간격은 매우 작아서 원자 수준에서야 불연속성이 드러난다.
양자역학의 많은 부분들은 직관적이지 못하고 , 역설적으로 보일 수 있다. 왜냐하면 양자역학은 눈에 보이는 규모의 현상과는 많이 다른 현상들을 설명해야하기 때문이다. 양자물리학자 리처드 파인만의 말에 따르자면, 양자 역학은 "자연을 터무니 없는 그 자체로 다룬다("nature as She is – absurd")". 예를 들어, 양자역학의 불확정성의 원리는 측정도구를 한 점에 가까이 다가가게 할수록 (입자의 위치), 같은 입자의 다른 관련된 측정(운동량)이 덜 정확해야함을 의미한다.

## 첫 번째 양자론: 막스 플랑크와 흑체 복사

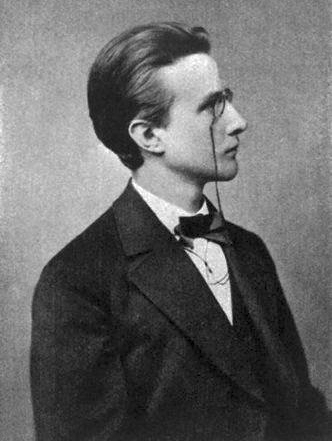
젊은 청년 플랑크의 옆모습, 1878년경

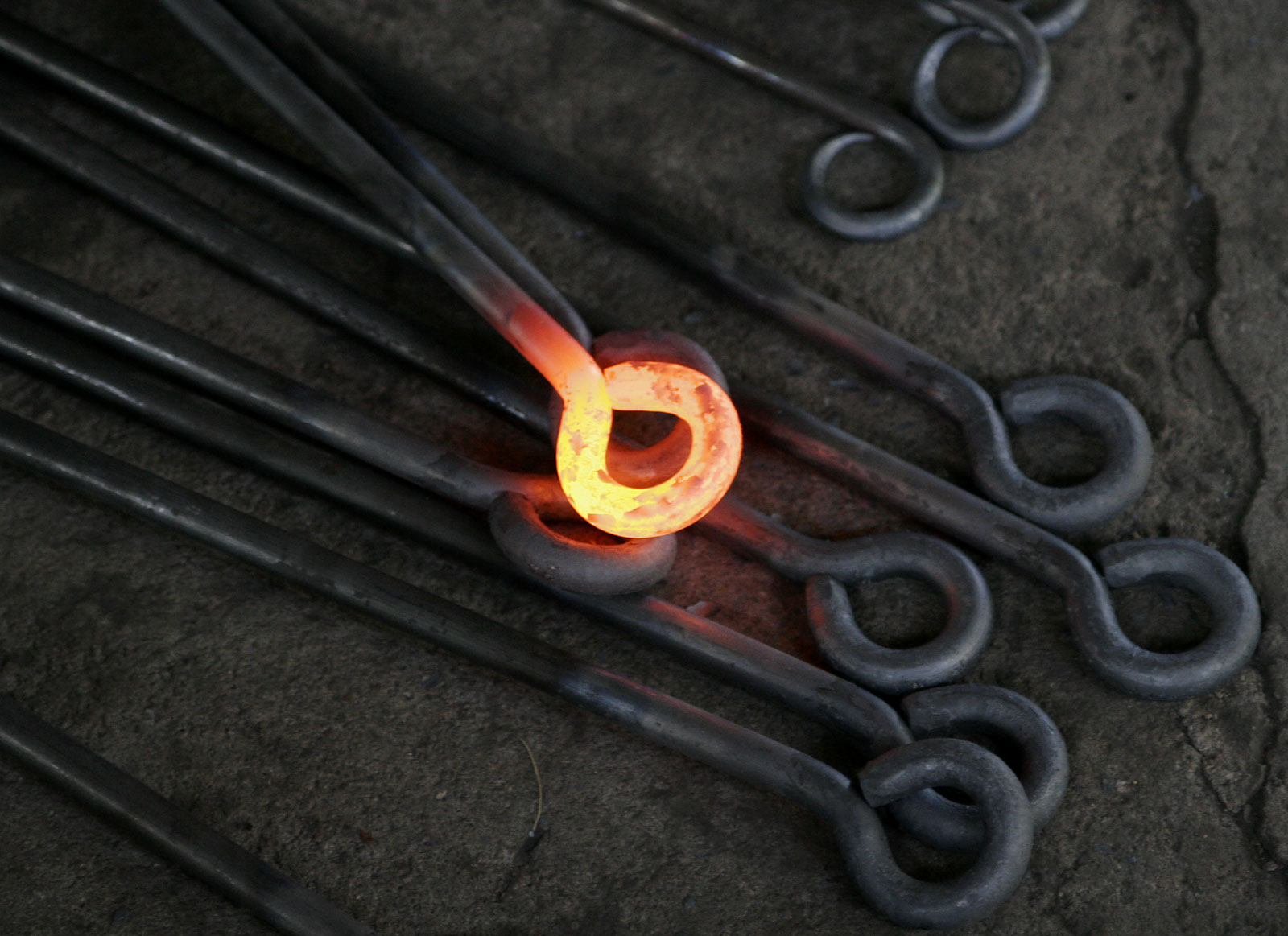
뜨거운 금속 가공물. 노란 오렌지색의 빛은 높은 온도로 인해 방출되는 열복사의 가시광선 영역이다. 사진의 다른 모든 것들은 각자의 열복사로 빛나고 있지만 인간의 눈이 검출할 수 있는 빛의 파장보다 길어서 덜 밝게 보인다. 원적외선 카메라는 이 복사를 관측할 수 있다.

열복사는 물체의 내부 에너지에 의해 물체의 표면에서 방출되는 전자기 복사이다. 만약 물체가 충분히 가열되면 달아오른 상태가 된 물체는 스펙트럼의 끝인 붉은 빛을 방출한다.
물체에 열을 추가적으로 가하면 방출하는 빛의 색은 빨간색부터 노란색, 하얀색, 그리고 파란색의 파장이 짧아지는(진동수가 커지는) 순서로 변한다. 완벽하게 온도에 따라 빛을 방출하는 물질은 또한 빛을 완벽하게 흡수하는 물질이다. 예를 들어 그 물질이 차가울 때에는 완전히 검은색으로 보일 것이다. 왜냐하면 물질에 닿는 모든 빛은 흡수될 것이고, 어떠한 빛도 방출되지 않기 때문이다. 온도에 따라 이상적으로 빛을 방출하는 이러한 물질은 흑체로 알려져 있고, 흑체가 방출하는 복사를 흑체 복사라고 부른다.

물질으로부터 방출되는 빛의 서로 다른 진동수의 열복사량의 예측. 플랑크의 법칙에 의해 예측된 옳은 값(초록색)과 대조되는 레일리-진스 법칙으로 예측된 고전적인 값(빨간색)과 빈 근사(파란색).

19세기 후반에, 열복사는 실험적으로 매우 잘 밝혀졌다. 그러나, 그림에서 볼 수 있는 것처럼, 고전물리학으로 유도된 레일리-진스 법칙은 낮은 진동수의 결과에 대해서는 실험과 일치했지만, 높은 진동수에서는 전혀 일치하지 않았다. 물리학자들은 모든 실험 결과를 설명하는 하나의 이론을 찾기 시작했다.
전체 스펙트럼의 열복사를 설명할 수 있었던 첫번째 모델은 1900년에 막스 플랑크가 제안한 열복사가 조화진동자와 같이 행동한다는 모델이다. 모델을 통해 실험 결과를 재현하기 위해서 그는 각 진동자가 임의의 에너지를 방출하는 대신에 고유한 특성 주파수의 정수배의 에너지를 방출해야 한다고 가정해야 했다. 다시 말해서, 진동자에 의해 방출되는 에너지는 양자화되어있다. 플랑크에 따르면, 각 진동자에 대한 에너지의 양자는 진동자의 진동수에 비례하는데, 그 비례상수는 오늘날 플랑크상수로 알려져 있다. 보통 h로 쓰여지는 플랑크 상수(ha라고 읽는다)는 6.63×10^(−34) J·s의 값을 가지고 있다. 그러므로 주파수 f를 갖는 진동자의 에너지 E는 다음과 같이 주어진다.
{\displaystyle E=nhf,\quad {\text{where}}\quad n=1,2,3,\ldots }
복사하는 물체의 색을 바꾸기 위해서는 온도를 바꿔야 한다. 플랑크 법칙에 따르면, 그 이유는 물체의 온도가 증가하면 더 많은 에너지를 방출할 수 있게 되고, 이것은 더 많은 부분의 에너지가 스펙트럼의 보라색 끝쪽에 있게 됨을 의미한다.
플랑크 법칙은 물리학에서 처음 나온 양자이론이었으며, 플랑크는 1918년에 "그가 에너지 양자를 발견함으로써 물리학의 진보를 이루어낸 봉사에 대한 인정"으로 노벨상을 수상하게 된다. 그러나, 당시에 플랑크는 양자화를 (지금은 그렇게 믿어지는) 세계에 대한 우리의 인식의 근본적인 변화라기보다는 순수한 발견적 방법일 뿐이라는 관점이었다.

## 광자: 빛의 양자화

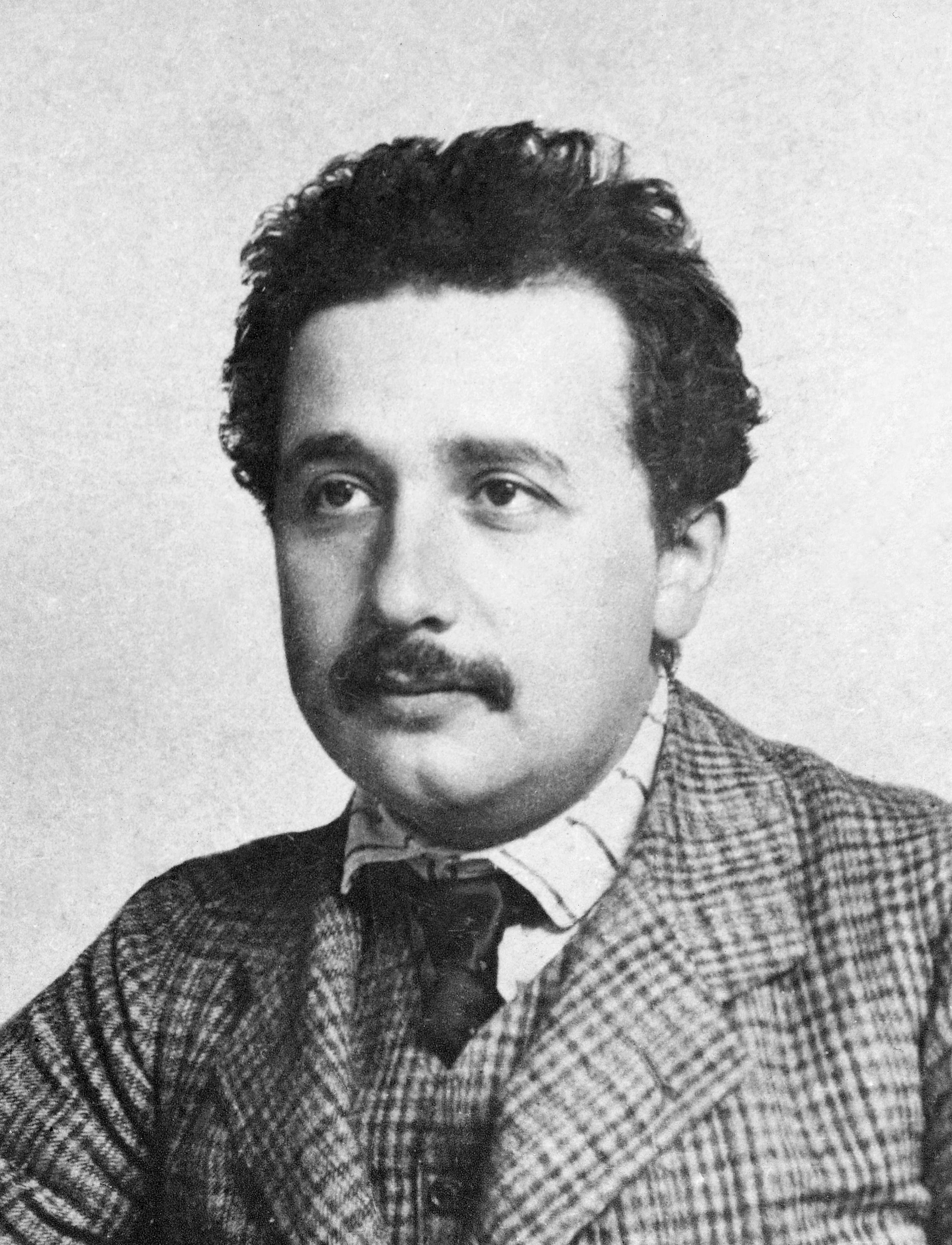
1905년 즈음의 알베르트 아인슈타인

1905년에 아인슈타인은 한 걸음 더 나아갔다. 그는 양자화가 그저 수학적 구성이 아니라고 제안했는데, 광선의 에너지가 지금은 광자로 불리는 개별적인 패킷으로 나타났기 때문이다. 광자 하나의 에너지는 진동수에 플랑크 상수를 곱한 값으로 주어졌다.
{\displaystyle }
몇 세기를 거쳐 과학자들은 빛에 대한 두가지 가능한 이론(빛이 파동인가 아니면 대신에 작은 입자들의 흐름으로 이루어져있는가?)에 대해 논의하였다. 19세기까지의 논의에서는 굴절, 회절, 간섭, 편광과 같은 현상들을 설명할 수 있는 파동이론을 선호하였다. 일반적으로 고려되었다. 예를 들어, 제임스 클러크 맥스웰은 전기와 자기 그리고 빛을 전자기장에서 발생하는 같은 현상의 다른 표현임을 보였는데, 고전 전자기학 법칙의 완전한 집합인 맥스웰 방정식은 빛을 전기장과 자기장 진동의 조합된 파동으로 표현한다. 이러한 파동이론에 친화적인 증거들이 우세했기 때문에, 아인슈타인의 아이디어는 처음에 굉장한 회의론에 맞부딪히게 된다. 그러나 결국에는 광양자 모델로 설명하는 것이 선호되었다. 광양자 모델이 선호된 가장 중요한 부분 가운데 하나는 광양자 모델이 다음 문단에서 서술할 광전효과에서 나타나는 수수께끼같은 특성들을 설명할 수 있었기 때문이다. 그럼에도 불구하고, 빛을 파동으로 비유하는 것은 회절, 굴절, 간섭과 같은 빛의 다른 성질들을 이해하는데 도움이 되었기 때문에 없어서는 안될 해석으로 남아있었다.

## 같이 보기
- 양자역학의 역사